# Округ Андроскогин (Мејн)
Андроскогин (енгл. Androscoggin County) је округ у америчкој савезној држави Мејн.

## Демографија
По попису из 2010. године број становника је 107.702, што је 3.909 (3,8%) становника више него 2000. године.
| Група             | 2000.           | 2010.          |
| Белци             | 100.059 (96,4%) | 98.931 (91,9%) |
| Афроамериканци    | 683 (0,7%)      | 3.931 (3,6%)   |
| Азијати           | 572 (0,6%)      | 778 (0,7%)     |
| Хиспаноамериканци | 988 (1,0%)      | 1.669 (1,5%)   |
| Укупно            | 103.793         | 107.702        |